# Clathria spinarcus
Clathria spinarcus är en svampdjursart som först beskrevs av Carter och Hope 1889.  Clathria spinarcus ingår i släktet Clathria och familjen Microcionidae.
Artens utbredningsområde är Alboránsjön. Inga underarter finns listade i Catalogue of Life.